# Japansko otočje
Japansko otočje (japanski: kanji 日本 列岛, hiragana にほんれっとう、にっぽんれっとう, romaji: Nihon rettō) koji čini državu Japan, proteže se otprilike od sjeveroistoka na jugozapad duž sjeveroistočne obale euroazijskog kopna i sjeverozapadnih obala Tihog oceana. 
Izraz Domovinski otoci korišten je na kraju Drugog svjetskog rata a definira područje Japana na kojem njezin suverenitet i ustavna vladavina cara bi bila ograničena. Naziv se također često koristi danas zbog razlikovanja otočja države Japana i japanskih kolonija u prvoj polovici 20. stoljeća.

## Dijelovi otočja
Otočje se sastoji od 6852 otoka ("otok" definira se kao zemlje s više od 100 m opsega), od kojih je 430 naseljenih. Četiri glavna otoka u redoslijedu od sjevera prema jugu su:
1. Hokkaido
2. Honshu
3. Shikoku
4. Kyushu